# Савич, Срджан
Срджан Савич (серб. Срђан Савић, родился 12. ноября 1973 г. в Нише) — сербский филолог, киновед, критик, редактор и работник культуры. Является директором Культурного центра г. Ниш.
Савич является редактором киножурнала «Филаж» (г. Ниш, Сербия) и одним из основателей Международного фестиваля комиксов «Нифест» и Международной колонии кинокритики в Нише.

## Биография
Савич окончил гимназију им. Светозара Марковича в родном городе Ниш. Окончил Учебную группу по сербскому языку и литературе на философском факультете в Нише.
С 1997 по 2000 гг. Савич был заместителем редактора кинопрограммы Телевидении Ниш. В июле 2000 г. он переехал в недавно созданную ТВ «Глобал», где он сначала работал в качестве редактора, в том числе на кинопрограммы, а с июня 2003 года по октябрь 2005 года он занимал должность главного редактора. С ноября 2008 года по сентябрь 2012 года Савич был директором Культурного центра г. Ниш и Фестиваля отечественных художественных фильмов в Нише — Кинопоказов. С июля 2012 года по июль 2016 года он занимал должность президента Муниципалитета Пантелея в Нише; с октября 2013 года по ноябрь 2015 года он также являлся членом Наблюдательного совета Публичной компании Телевидении Ниш. С июля 2017 года он снова был директором Культурного центра г. Ниш.
Савич активно участвует в кино, а иногда и в литературной критике. Он опубликовал книгу «Онегин» (Культурный центр г. Ниш, 2007)", литературно-кинематографическое исследование о сходствах и различиях романа Пушкина в стихах «Евгений Онегин» и его экранизации, которую подписала вританский режиссёр Марта Файнс. Савич является инициатором и редактором фильмовой эдиции «Кинограмма» в издательстве Культурного центра в Нише. В сотрудничестве с Небойшом Пайкичeм, Савич выпустил культовую книгу Р. Ногейры «Мелвилл о Мелвилле», а затем ещё одну значительную книгу о фильме — «Джон Форд», автора Питерa Богдановичa (Культурный центр в Нише, "Югославская кинотека, 2012) — в сотрудничестве с Динком Тучаковичeм и Александром Эрделяновичем. Он также выступил инициатором фильмовой эдиции «Омнибус», в рамках которой он в сотрудничестве с ментором проекта Небойшом Пайкичeм и редактором Джорджем Милосавлевичем подписал сборник текстов «Изучение Шаброла». Савич также является редактором кинопродукции «Пантеон», в рамках которой он вместе с Игорем Тохолeм и Александром Эрделяновичем организовал культовую студию Пола Шредера: «Трансцендентальный стиль на фильме: Озу, Брессон, Драер.» В соавторстве с Деяном Дабичем опубликовали руководитель «Пятьдесят лет. Руководитель по киносовещаниям в Нише (1966—2015)».
Тексты Савича о фильмах, наряду с текстами трех других критиков Ниша, представлены в антологии «Свет из крепости — кинокритический круг Ниша» (серб. Светло са тврђаве — нишки филмски критичарски круг) («YU филм данас» № 92/93) в редакции Северина Франича. Савич публиковал тексты о фильмах и литературе в журналах как: «Филаж», «YU филм данас», «Нови кинематограф», «Кинотека», «Градина», «Политика», «Књижевна реч», «Пресинг», «Нишки аналитичар», «Народне новине», Ниш, «Слово» и других.
Савич является редактором кинематографического журнала Ниша «Филаж» и одним из основателей Международного фестиваля комиксов «Нифест» и Международной колонии кинокритики в Нише.
Также является членом FIPRESCI, сербского отделения Международной ассоциации кинокритиков.